# A.C. Milan w sezonie 1922/1923

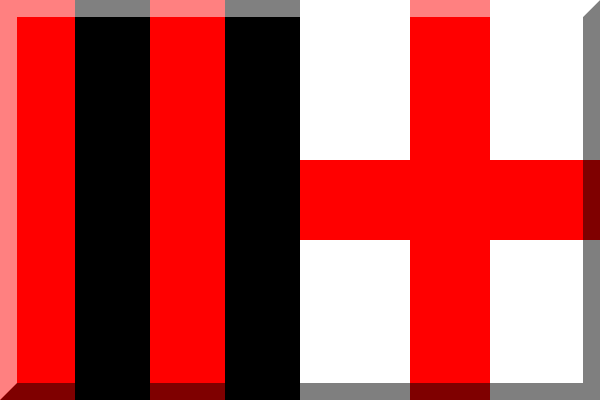
Klubowe barwy Milanu

Osiągnięcia piłkarskiego zespołu A.C. Milan w sezonie 1922/1923.

## Osiągnięcia
- Mistrzostwa Włoch: 4. miejsce w eliminacyjnej grupie północnej

## Podstawowe dane
- Oficjalna nazwa klubu: Milan Football Club
- Siedziba klubu: Birreria Colombo, Via U. Foscolo 2
- Boisko: Viale Lombardia
- Prezes klubu:  Piero Pirelli I
- Trener zespołu:  Ferdinand (Ferdi) Oppenheim
- Kapitan drużyny:  Francesco Soldera I